# Tulio Carella
Italo Tulio Carella (Mercedes, Buenos Aires, Argentina, 14 de mayo de 1912 - Buenos Aires, 30 de marzo de 1979) fue un dramaturgo, periodista, escritor y poeta argentino.

## Actividad profesional
Hijo de Carmelo Carella y de Carmen Carella. Comenzó a cursar Ciencias Químicas pero su vocación estaba en otro ámbito, así que estudió Bellas Artes y Música y se dedicó a escribir. En 1934 en un circo de Barracas representaron una obra suya de un acto y el mismo año fue contratado por el diario Crítica y comenzó a publicar sus famosos crónicas y comentarios sobre temas cinematográficos. Paralelamente publicó los libros de poesía Ceniza heroica (1937), Los mendigos (1953) e Intermedio (1955), y la obra teatral Don Basilio mal casado (1940).En 1959 ganó la Faja de Honor de la Sociedad Argentina de Escritores por Cuadernos del delirio, al año siguiente estrenó Doña Clorinda la descontenta y, más adelante, Coralina (1959) y Juan Basura (1965).
En cine escribió los guiones de El gran secreto (1942), dirigida por Jacques Remy, con Mecha Ortiz y Mi divina pobreza (1951), que dirigió Alberto D’Aversa, con Elina Colomer y Armando Bo. También incursionó en el ensayo, con Tango, mito y esencia, El sainete criollo y Picaresca porteña, en donde describe los cambios que produjo el cierre de los prostíbulos en Argentina. En 1968 publicó en Brasil la novela Orgía, de contenido autobiográfico.
En 1960 viajó a Recife contratado como profesor de dirección y escenografía en la Escuela de Teatro de la Universidad Federal de Pernambuco, permaneciendo hasta mayo de 1961. Recife fue una experiencia intensa para Carella: más allá de su visión crítica hacia otros aspectos de la sociedad local y de las convulsiones políticas que por entonces se producían en Brasil en los últimos meses de la presidencia de Juscelino Kubitschek y el triunfo en las elecciones del 3 de octubre de 1960 del candidato de la oposición Jânio Quadros, le impactaron la luz y la sensualidad que veía la ciudad, le fascinaron la perfección que creía percibir en las formas de los cuerpos de los negros y mestizos que circulaban por las calles, los bares y los muelles del centro de la ciudad. Si por una parte la diferencia idiomática y la estrechez de miras de la mayoría de sus pares académicos lo llevaban al aislamiento y la soledad, por la otra su ingreso al circuito homosexual de Recife le significó una intensa experiencia de los sentidos, con decenas de aventuras amorosas con desconocidos, que registró con fuerte carga erótica en su diario íntimo, a lo largo de las agudas observaciones sobre la sociedad local. Ya de regreso a su país, murió de un paro cardíaco en 1979.

## Filmografía
Guionista
- Mi divina pobreza (1951)
- El gran secreto (1942)

Dirección de diálogos
- Mi divina pobreza (1951)